# Aposentillo
Aposentillo är en bad- och surfingort på Stillahavskusten i västra Nicaragua. Den ligger i kommunen El Viejo mellan badorterna Santa María del Mar och Aserradores.

## Surfing
Aposentillo har flera surfinghotell som erbjuder surfinginstruktioner. En av Centralamerikas bästa surfingvågorna, El Boom, ligger utanför den sydligaste av ortens tre sandstränder, men det finns även mindre surfingvågor mer lämpliga för nybörjare.